# Exacanthomysis
Exacanthomysis är ett släkte av kräftdjur. Exacanthomysis ingår i familjen Mysidae.
Kladogram enligt Catalogue of Life:
| Exacanthomysis | \| \| Exacanthomysis alaskensis \| \| \| \| \| \| Exacanthomysis arctopacifica \| \| \| \| \| \| Exacanthomysis davisi \| \| \| \| |
|                | \| \| Exacanthomysis alaskensis \| \| \| \| \| \| Exacanthomysis arctopacifica \| \| \| \| \| \| Exacanthomysis davisi \| \| \| \| |
|                | Exacanthomysis alaskensis |
|                | |
|                | Exacanthomysis arctopacifica |
|                | |
|                | Exacanthomysis davisi |
|                | |